# Derovatellus ruficollis
Derovatellus ruficollis är en skalbaggsart som beskrevs av Régimbart 1895. Derovatellus ruficollis ingår i släktet Derovatellus och familjen dykare. Inga underarter finns listade i Catalogue of Life.